# あの日の指輪を待つきみへ
『あの日の指輪を待つきみへ』（あのひのゆびわをまつきみへ、Closing the Ring）は2007年のイギリス・カナダ・アメリカ合衆国の恋愛映画。
監督はリチャード・アッテンボロー、出演はシャーリー・マクレーンとミーシャ・バートンなど。
第二次世界大戦を挟んだ1941年と1991年を舞台に、1つの指輪に秘められた男女の悲恋と、2人を取り巻く人々の姿を描く。

## キャスト

### 1991年
エセル・アン
演 - シャーリー・マクレーン、日本語吹替 - 沢田敏子
夫チャックを亡くしたばかりの老女。夫と娘に愛情を示すことがなかった。
ジャック・エッティ
演 - クリストファー・プラマー、日本語吹替 - 側見民雄
エセルとチャックの古くからの友人。今もエセルに想いを寄せている。
マリー・ハリス
演 - ネーヴ・キャンベル、日本語吹替 - 恒松あゆみ
エセルとチャックの1人娘。父親からの愛を一身に受けて育つが母親との仲は険悪。
マイケル・クィンラン
演 - ピート・ポスルスウェイト、日本語吹替 - 島香裕
ベルファストに住む老人。元消防士。テディから託された指輪を50年に渡って探し続けていた。
ジミー・ライリー
演 - マーティン・マッキャン、日本語吹替 - 杉山大
ベルファストの少年。クィンランと親しい。エセルとテディの名が刻まれた指輪を見つける。
エレノア・ライリー
演 - ブレンダ・フリッカー、日本語吹替 - 浅井淑子
ジミーの祖母。
ピーター・エッティ
演 - アラン・ホウコ、日本語吹替 - 杉村憲司
ジャックの息子。マリーの幼なじみ。

### 1941年
エセル・アン
演 - ミーシャ・バートン、日本語吹替 - 小林沙苗
アメリカ人女性。マドンナ的存在のストリップ嬢。21歳。
テディ・ゴードン
演 - スティーヴン・アメル、日本語吹替 - 竹若拓磨
エセルの恋人。農家出身で航空学校に通う真面目な学生。B-17の墜落事故で亡くなる。
ジャック・エッティ
演 - グレゴリー・スミス、日本語吹替 - 桐本琢也
テディの親友。プレイボーイ。エセルに想いを寄せるがひた隠しにする。
チャック・ハリス
演 - デヴィッド・アルペイ
テディの親友。想いを寄せるエセルをテディから委ねられる。
マイケル・クィンラン
演 - ジョン・トラヴァース
ベルファストの少年。テディの死の現場に居合わせ、指輪と最期の言葉を託されるが、爆発で指輪を受け取り損ねる。
エレノア
演 - カースティ・スチュアート
ジャックのガールフレンド。米兵たちと派手に遊んでいる。

## 作品の評価
Rotten Tomatoesによれば、19件の評論のうち高評価は32%にあたる6件のみで、平均点は10点満点中4.6点となっている。